# Tessenow-Haus (Neubrandenburg)

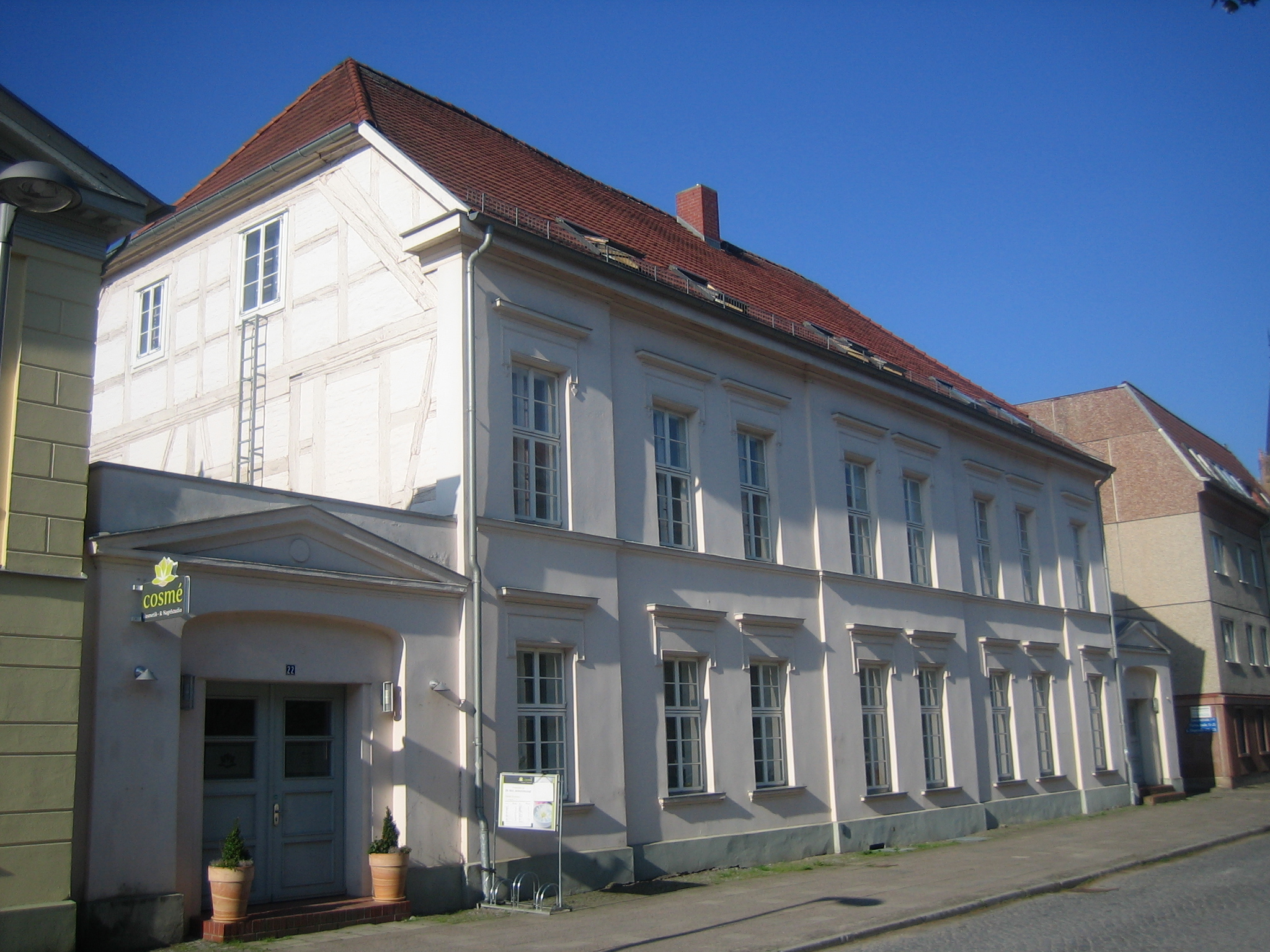

Das Tessenow-Haus in Neubrandenburg (Mecklenburg-Vorpommern), Neutorstraße 22, wurde in der ersten Hälfte des 19. Jahrhunderts gebaut. Es ist heute ein Wohn- und Geschäftshaus.
Das Gebäude steht unter Denkmalschutz.

## Geschichte
Das zweigeschossige achtachsige verputzte klassizistische Wohnhaus mit einem Krüppelwalmdach in der Nähe zum Neuen Tor stammt vom Anfang des 19. Jahrhunderts und war Stadthaus und Witwensitz im Eigentum einer ländlichen Adelsfamilie.
Der Architekt Heinrich Tessenow (1876–1950) erwarb das Haus Anfang 1919 für seine Familie. Tessenow war auf Grund seiner Tätigkeit unter anderem als Hochschullehrer in Dresden und Berlin seltener hier. Er baute das Haus 1928/29 umfassend um, wobei an der Rückseite das große Fenster für sein Atelier entstand. Hier entwarf er Kirchenbauten und Wohnhäuser, auch für Neubrandenburg. Der Lyriker und Essayist Paul Appel (1896–1971) berichtete 1943 nach einem Besuch: „Tessenows Zuhause ist in seiner Heimat, in dem urhaft schönen Mecklenburger Land […] In einer diesen einfachen Straßen steht das Tessenow’sche Haus. Es weicht der Straßenflucht nicht aus, schließt sich mit seiner Längsseite den übrigen Längsseiten selbstverständlich an und drückt seine Gehobenheit lediglich durch ein schönes und starkes Volumen aus …“ Tessenow wohnte hier bis 1943. Das Haus wurde in kleinere Wohnungen umgebaut und überstand weitgehend unbeschadet den Zweiten Weltkrieg.
Zur DDR-Zeit wurde im Erdgeschoss ein HO-Laden eingerichtet, mit neuem Zugang von der Straße.
Im Rahmen der Städtebauförderung wurde es nach Plänen der Architekten Leckband + Jürgensen (Flensburg) Ende der 1990er Jahre saniert und umgebaut in der Struktur nach 1928; die Architekten hatten hier auch ein Büro. Die typische Tessenow’sche Gartenlaube existiert nicht mehr. Auch heute ist hier ein Architektenbüro ansässig.